# Izithunzi capense
Espèce
Synonymes
- Drymusa capensis Simon, 1893
- Loxosceles valida Lawrence, 1964

Izithunzi capense est une espèce d'araignées aranéomorphes de la famille des Drymusidae.

## Distribution
Cette espèce est endémique du Cap-Occidental en Afrique du Sud,. Elle se rencontre dans la péninsule du Cap du parc national de la Montagne de la Table à Kalk Bay.

## Description
La femelle holotype mesure 4 mm.
Le mâle décrit par Labarque, Pérez-González et Griswold en 2018 mesure 12,27 mm et la femelle 15,03 mm.

## Systématique et taxinomie
Cette espèce a été décrite sous le protonyme Drymusa capensis par Simon en 1893. Elle est placée dans le genre Izithunzi par Labarque, Pérez-González et Griswold en 2018.
Loxosceles valida a été placée en synonymie par Labarque, Pérez-González et Griswold en 2018.

## Étymologie
Son nom d'espèce, composé de cap et du suffixe latin -ense, « qui vit dans, qui habite », lui a été donné en référence au lieu de sa découverte, Le Cap.

## Publication originale
- Simon, 1893 : Histoire naturelle des araignées. Paris, vol. 1, p. 257-488 (texte intégral).